# 3rd Strike
3rd Strike - американская группа, игравшая ню-метал/рэп-метал. Образована в 1995 году в Калифорнии. В мае 2002 года выпускает свой дебютный и единственный альбом "Lost Angel". Композиция "Into Hell Again" вошла в саундтрек к фильму Лара Крофт: Расхитительница гробниц. Колыбель жизни.

## История
История группы из Южной Калифорнии берет своё начало более 10 лет назад, когда была образована группа Dimestore Hoods. Dimestore Hoods это: Jim Korthe (вокал, ударные); Tom McNerney, Todd Deguchi (гитара); Joe Puccio (бас-гитара) и Mike Russo (ударные). В 1996 году на известном лейбле MCA Records (USA) был издан дебютный альбом группы.
Позже, в 1999 году вокалист Jim Korthe и гитарист Todd Deguchi собрали новый состав и переименовались в 3rd Strike. В 2000 году записали свой первый сингл "No Light", с которого 2 трека вошли в их дебютный альбом "Lost Angel". В 2001 выступали на ежегодном фестивале Ozzfest. Тогда же записали композицию "Into Hell Again" для саундтрека к фильму Лара Крофт: Расхитительница гробниц. Колыбель жизни. К сожалению, записав всего один альбом, коллектив быстро развалился.
Однако в середине 2007 года на ожившей myspace страничке группы появилось сообщение о том, что 3rd Strike в лице все тех же Jim Korthe и Todd Deguchi вновь собрали новый состав, и уже пишут материал для нового альбома. Были записаны демоверсии новых песен "Battlecry", "Life Goes On", "Revolution" и "Sinner".
Но этим планам так и не суждено было осуществиться. Последовали неурядицы с составом. А 13 января 2010 умирает вокалист группы Jim Korthe.

## Дискография
- Lost Angel (2002)
- Barrio Raid (Japan only EP) (2003)